# La Magdalena Tlaltelulco
La Magdalena Tlaltelulco är en ort i Mexiko.   Den ligger i kommunen La Magdalena Tlaltelulco och delstaten Tlaxcala, i den sydöstra delen av landet, 100 km öster om huvudstaden Mexico City. La Magdalena Tlaltelulco ligger 2 326 meter över havet och antalet invånare är 14 860.
Terrängen runt La Magdalena Tlaltelulco är kuperad österut, men västerut är den platt. Terrängen runt La Magdalena Tlaltelulco sluttar västerut. Runt La Magdalena Tlaltelulco är det mycket tätbefolkat, med 1 463 invånare per kvadratkilometer. Närmaste större samhälle är Chiautempan, 3,5 km nordväst om La Magdalena Tlaltelulco. Trakten runt La Magdalena Tlaltelulco består till största delen av jordbruksmark.